# Юган Кіккас
Юган «Яан» Кіккас (ест. Juhan «Jaan» Kikkas, 5 червня 1892 — 9 березня 1944), також відомий як Йоганнес «Юган» Кікас (ест. Johannes «Juhan» Kikas) — естонський важкоатлет середньої вагової категорії, бронзовий олімпійський медаліст.

## Біографія
Юган «Яан» Кіккас народився 5 червня 1892 року в поселенні Койккюла (ест. Koikküla або Koikkülä), села Лаанеметса (адміністративного центру волості Тагева), повіту Валґамаа, у південно-східній Естонії. Поза спортивними змаганнями, він був власником слюсарної майстерні у Таллінні.
Помер 9 березня 1944 року у повіті Гар'юмаа, Таллінн, Естонія, під час бомбардування військово-повітряними силами СРСР. Похований на цвинтарі Лійва в Таллінні.

## Родина
Батько: Гендрік Кіккас (точна дата й місце народження та смерті невідомі).
Дружина: Лонні-Марі Кікас (Тассо). Народилася 20 листопада 1898. Померла 12 червня 1979 рр.
Старший син: Вольдемар Володимир Кікас. Народився 29 квітня 1920 року в повіті Валгамаа, Естонія. Помер 1971 року від серцевого нападу.
Молодший син: Віктор Клевгаммар (Кікас). Народився 29 червня 1923 року в повіті Гар'юмаа, Таллінн, Естонія. Помер 6 грудня 2009 року у Швеції.

## Кар'єра
Кіккас займався велосипедним спортом у Петрограді, допоки йому не виповнилося 29 років. Потім змінив своє захоплення на важку атлетику. Дебютував 1922 року на 21-му чемпіонаті світу, який проходив у Таллінні, де посів четверте місце в середній ваговій категорії. Його взірцем був перший спортсмен, що приніс золоту нагороду Олімпійських ігор незалежній Естонії — Альфред Неуланд.
У 1923 році, із результатом 262,5 кг, завоював срібло, посівши 2 місце на Чемпіонаті Балтії.
1924 року на літніх Олімпійських іграх у місті Париж, Французької республіки, у ваговій категорії до 75 кг, Яан Кіккас отримав бронзову медаль. Його загальний результат був 450 кг.
Коли в 1925 році відбувся чемпіонат Естонії, Кіккас здобув єдиний національний титул у важкій атлетиці; встановив світовий рекорд у поштовху із результатом 127,5 кг, а також встановив п'ять олімпійських та 3 естонських рекорди.

#### Таблиця досягнень на Олімпійських іграх 1924 року[16]
| Вид ігор        | Вік | Місто | Вид спорту     | Команда | Етап                 | Спроба    | Ранг | Кг    | У/Н |
| --------------- | --- | ----- | -------------- | ------- | -------------------- | --------- | ---- | ----- | --- |
| Літні ігри 1924 | 31  | Париж | Важка атлетика | Естонія | Ривок однією рукою   | Спроба #1 | AC   | 65    | o   |
| Літні ігри 1924 | 31  | Париж | Важка атлетика | Естонія | Ривок однією рукою   | Спроба #2 | AC   | 70    | x   |
| Літні ігри 1924 | 31  | Париж | Важка атлетика | Естонія | Ривок однією рукою   | Спроба #3 | AC   | 70    | o   |
| Літні ігри 1924 | 31  | Париж | Важка атлетика | Естонія | Ривок однією рукою   |           | 6T   | 70    |     |
| Літні ігри 1924 | 31  | Париж | Важка атлетика | Естонія | Поштовх однією рукою | Спроба #1 | AC   | 80    | o   |
| Літні ігри 1924 | 31  | Париж | Важка атлетика | Естонія | Поштовх однією рукою | Спроба #2 | AC   | 85    | o   |
| Літні ігри 1924 | 31  | Париж | Важка атлетика | Естонія | Поштовх однією рукою | Спроба #3 | AC   | 87,5  | o   |
| Літні ігри 1924 | 31  | Париж | Важка атлетика | Естонія | Поштовх однією рукою |           | 4T   | 87,5  |     |
| Літні ігри 1924 | 31  | Париж | Важка атлетика | Естонія | Жим                  | Спроба #1 | AC   | 75    | o   |
| Літні ігри 1924 | 31  | Париж | Важка атлетика | Естонія | Жим                  | Спроба #2 | AC   | 80    | x   |
| Літні ігри 1924 | 31  | Париж | Важка атлетика | Естонія | Жим                  | Спроба #3 | AC   | 80    | o   |
| Літні ігри 1924 | 31  | Париж | Важка атлетика | Естонія | Жим                  |           | 9T   | 80    |     |
| Літні ігри 1924 | 31  | Париж | Важка атлетика | Естонія | Ривок                | Спроба #1 | AC   | 85    | x   |
| Літні ігри 1924 | 31  | Париж | Важка атлетика | Естонія | Ривок                | Спроба #2 | AC   | 85    | o   |
| Літні ігри 1924 | 31  | Париж | Важка атлетика | Естонія | Ривок                | Спроба #3 | AC   | 90    | x   |
| Літні ігри 1924 | 31  | Париж | Важка атлетика | Естонія | Ривок                |           | 6T   | 85    |     |
| Літні ігри 1924 | 31  | Париж | Важка атлетика | Естонія | Поштовх              | Спроба #1 | AC   | 115   | o   |
| Літні ігри 1924 | 31  | Париж | Важка атлетика | Естонія | Поштовх              | Спроба #2 | AC   | 120   | o   |
| Літні ігри 1924 | 31  | Париж | Важка атлетика | Естонія | Поштовх              | Спроба #3 | AC   | 127,5 | o   |
| Літні ігри 1924 | 31  | Париж | Важка атлетика | Естонія | Поштовх              |           | 1T   | 127,5 |     |
| Літні ігри 1924 | 31  | Париж | Важка атлетика | Естонія | Фінальні результати  |           | 3    | 450   |     |